# Magnus Nilsson (Röde)
Magnus Nilsson (Röde), död på 1300-talet, var en svensk marsk.

## Biografi
Magnus Nilsson (Röde) var jämte Jon Kristinesson, tre biskopar och två riksråd, testamentsexekutor vid kung Magnus Erikssons testamentes upprättande 1346. Han valde 1356 kung Erik Magnussons sida vid hans uppror mot kung Magnus Eriksson, tillsammans med Jon Kristinesson. Magnus Nilsson blev 1357 marsk hos kun Erik Magnusson och deltog 1360 i mordet på hertig Bengt Algotsson (Bengt Hafridssons ätt). Han begravdes i Alvastra kloster.

### Familj
Magnus Nilsson var gift med Helena Jonsdotter (Sparre), dotter till Jon Kristinesson (Sparre). De fick tillsammans dottern Helena Magnusdotter (Röde) som var gift med Lars Ulfsson (Läma) och riddare och riksrådet Knut Uddsson (Vinstorpaätten). Han var troligen far till riddaren och häradshövdingen Nils Magnusson (Röde) i Lysings härad.